# Йодер (Канзас)
Йодер (англ. Yoder) — переписна місцевість (CDP) в США, в окрузі Ріно штату Канзас. Населення — 165 осіб (2020).
Хоча Йодер досі зберігає поштове відділення, більшість будинків у Йодера фактично мають адресу сусідньої громади Гейвен.

## Громада міста
Йодер є центром місцевої громади амішів. Йодер технічно найбільше поселення амішів в Канзасі, але серед 400 громад амішів Америки вважається маленьким поселенням.
Аміші достатньо консервативні і не приймають сучасних технологій, однак громада Йодера вважається однією з найпрогресивніших: на фермах використовуються молокозбірники, культиватори та трактори. У спекотні місяці допускається проведення польових робіт у вечірній час.

## Географія
Йодер розташований за координатами 37°56′44″ пн. ш. 97°52′5″ зх. д. / 37.94556° пн. ш. 97.86806° зх. д. (37.945462, -97.868110).  За даними Бюро перепису населення США в 2010 році переписна місцевість мала площу 6,98 км², уся площа — суходіл.

## Демографія
Згідно з переписом 2010 року, у переписній місцевості мешкали 194 особи в 68 домогосподарствах у складі 50 родин. Густота населення становила 28 осіб/км².  Було 74 помешкання (11/км²).
Расовий склад населення:
| - 97,4 % — білих - 0,5 % — азіатів |

До двох чи більше рас належало 2,1 %. Частка іспаномовних становила 2,1 % від усіх жителів.
За віковим діапазоном населення розподілялося таким чином: 31,4 % — особи молодші 18 років, 46,4 % — особи у віці 18—64 років, 22,2 % — особи у віці 65 років та старші. Медіана віку мешканця становила 38,3 року. На 100 осіб жіночої статі у переписній місцевості припадало 96,0 чоловіків;  на 100 жінок у віці від 18 років та старших — 92,8 чоловіків також старших 18 років.
Середній дохід на одне домашнє господарство  становив 92 452 долари США (медіана — 93 068), а середній дохід на одну сім'ю — 92 208 доларів (медіана — 91 563). 
Цивільне працевлаштоване населення становило 178 осіб. Основні галузі зайнятості: виробництво — 33,7 %, роздрібна торгівля — 23,0 %, освіта, охорона здоров'я та соціальна допомога — 21,3 %.

## Галерея

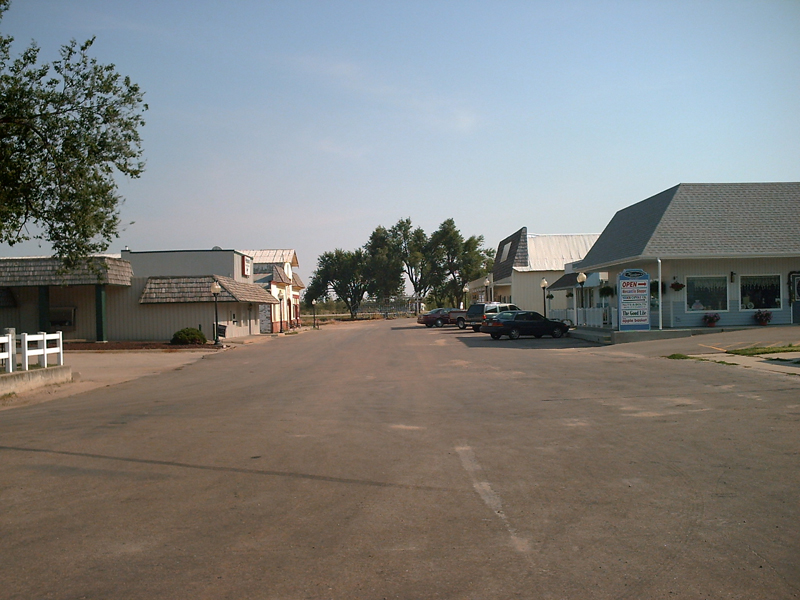
Вулиця Мейн, 2010 р.
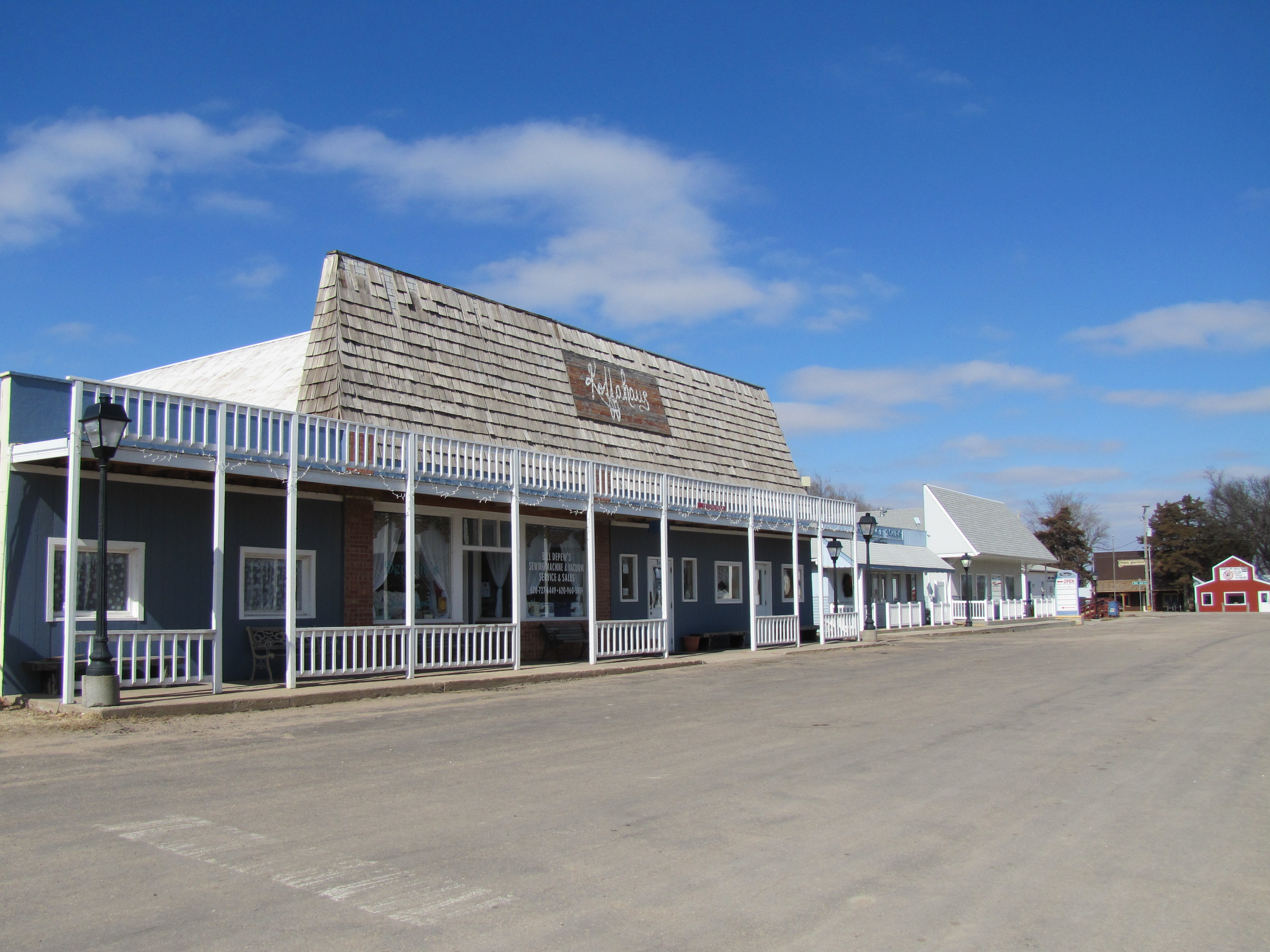
Фабрика шиття Дімеліі.
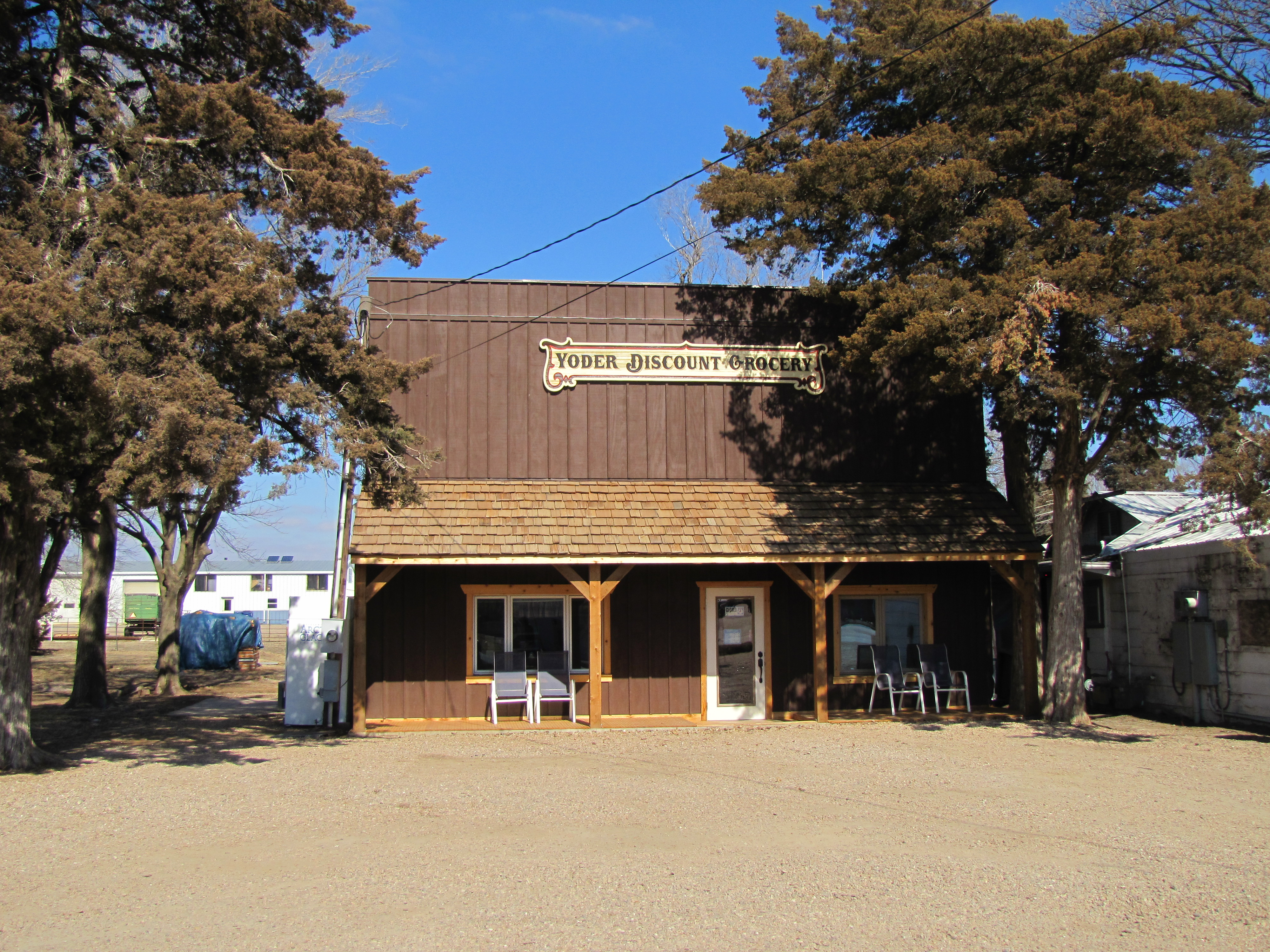
Бакалійний магазин.